# (5501) 1982 FF2
(5501) 1982 FF2 es un asteroide perteneciente al cinturón de asteroides, descubierto el 30 de marzo de 1982 por Laurence G. Taff desde el Laboratorio Lincoln, Socorro, Nuevo México, Estados Unidos.

## Designación y nombre
Designado provisionalmente como 1982 FF2.

## Características orbitales
1982 FF2 está situado a una distancia media del Sol de 2,430 ua, pudiendo alejarse hasta 2,765 ua y acercarse hasta 2,094 ua. Su excentricidad es 0,137 y la inclinación orbital 4,299 grados. Emplea 1383,66 días en completar una órbita alrededor del Sol.

## Características físicas
La magnitud absoluta de 1982 FF2 es 13,6.